# Грай, як Бекхем
Грай, як Бекхем (англ. Bend It Like Beckham) — комедійний фільм 2002 року.

## Сюжет
Джесс тільки 18, але вона твердо знає, що зробить її щасливою: футбольна кар'єра, така ж, як у знаменитого гравця «Манчестер Юнайтед» Девіда Бекхема. Поки вона ганяє м'яч у лондонському парку, доводячи сусідським хлопчакам, що дівчата грають у футбол не гірше, її батьки і численні родичі, як і належить традиційній індійській родині, підшукують для неї гідного чоловіка і будують плани про її майбутню кар'єру юриста…

## У ролях
- Парміндер Награ — Джесс / Джесміндер Каур Бхамра
- Кіра Найтлі — Джулз / Джульєтта Пекстон
- Арчі Панджабі — Пінкі / Каур Бхамра
- Джонатан Ріс-Маєрс — Джо
- Шазней Льюїс — Мел / Марлена Гойнс
- Анупам Кхер — Мохаан Сінгх Бхамра
- Шахін Хан — Сукхі / пані Каур Бхамра
- Френк Гарпер — Алан Пекстон
- Джульєт Стівенсон — Пола Пекстон
- Аміт Чана — Тоні
- Кулвіндер Гхір — Тіту
- Аш Варрез — батько Тіту
- Пуджа Ша — Міна
- Прія Калідас — Моніка
- Трей Фарлі — Тез
- Зохра Сехгал — Біджи
- Сарай Чаудхрі — Сонні
- Павен Вірк — Бабблі
- Емма Далі — гравець
- Ніна Вейдья — розпорядниця весілля
- Ейс Бхатті — онук
- Гарі Лінекер
- Алан Гансен
- Джон Барнс